# DB-Baureihe 101
Die Fahrzeuge der Baureihe 101 sind elektrische Lokomotiven von DB Fernverkehr für den Einsatz vor schnellen Reisezügen. Sie wurden Mitte der 1990er Jahre als Ersatz für die damals etwa 25 Jahre alten Lokomotiven der Baureihe 103  beschafft. Adtranz bekam den Auftrag über 145 Lokomotiven. Die für die US-amerikanische New Jersey Transit gebauten Elektrolokomotiven ALP-46 und ALP-45DP haben Drehgestelle ähnlich denen der Baureihe 101.
Bis 2025 sollen die Maschinen aus dem Fernverkehr ausscheiden. Ob einzelne Maschinen als Putz- oder Schlepploks weitergenutzt werden, soll noch entschieden werden.

## Geschichte
Anfang der 1990er Jahre wurde immer deutlicher, dass die im schweren und schnellen Intercity-Dienst stehenden Elloks der Baureihe 103 verschlissen waren. Vor allem die jahrelange Bespannung von langen, zweiklassigen Intercitys bei einer jährlichen Laufleistung von bis zu 350 000 Kilometern belastete die Lokomotiven bis zur Leistungsgrenze. Als die DB im Rahmen des Programms DB 90 versuchte, die Betriebskosten durch „Fahren auf Verschleiß“ zu senken, führte dies zu zunehmenden Schäden am Schaltwerk, den Fahrmotoren und Drehgestellrahmen. Ein Ersatz für die ursprünglich 145 Lokomotiven erforderte kurzfristig eine Neubeschaffung, da auch wegen der Wiedervereinigung Deutschlands und des Ausbaus von Schnellstrecken in den neuen Ländern trotz der Beschaffung von ICE-Zügen ohnehin ein Mangel an schnelllaufenden Elloks bestand.
Die DB forderte von der deutschen Bahnindustrie Angebote für neue Hochleistungslokomotiven an. Siemens und Krauss-Maffei hatten mit dem EuroSprinter 127 001 bereits einen Prototyp auf den Schienen und AEG Schienenfahrzeuge konnte sehr bald ein fahrfähiges Vorführmuster ihres Konzeptes 12X, die spätere 128 001, präsentieren. ABB Henschel hatte keinen modernen Prototyp, sondern lediglich ein Konzept mit dem Namen Eco2000 und eine Technologie-Demonstration mit zwei Versuchsträgern auf Basis der Baureihe 120.
Bei der Komponenten-Entwicklung für Eco2000 stützte man sich auf die beiden Vorseriendrehstromlokomotiven 120 004 und 005, die von ABB bereits 1992 umgebaut worden waren, um neue Technik in der Praxis erproben zu können. Die 120 005 hatte neue Stromrichter auf Basis von GTO-Thyristoren und eine neue Bordelektronik erhalten, die 120 004 darüber hinaus auch von den Triebköpfen der Reihe 401 adaptierte Drehgestelle, die später die Lokomotiven der Baureihe 101 erhielten und einen biologisch abbaubaren Polyolester als Kühlmittel für den Haupttransformator. Beide Lokomotiven legten in dieser Konfiguration große Strecken im planmäßigen Intercity-Dienst störungsfrei zurück.
1994 vergab die DB den Auftrag über die neue Baureihe 101 an ABB Henschel. Der Stückpreis betrug 5,6 Mio. DM. Die anderen Hersteller bekamen auf Basis ihrer Prototypen Entwicklungsaufträge für die Baureihen 145 (AEG) und 152 (Siemens/Krauss-Maffei). Da man zu diesem Zeitpunkt davon ausging, dass der Fernverkehr in wenigen Jahren ohnehin komplett auf ICE-Triebzüge umgestellt sein würde, war die 101 auch auf Verwendbarkeit im schnellen Güterzugdienst (z. B. InterCargo-Züge mit bis zu 160 km/h) auszulegen.
Die erste Lokomotive, 101 001, wurde im Sommer 1996 in Dienst gestellt. Sie war, wie die ersten drei Lokomotiven dieser Baureihe, noch im orientroten Farbschema ausgeführt. Alle weiteren Lokomotiven wurden bereits in verkehrsrot abgeliefert. Zwischenzeitlich hatte ABB Henschel mit AEG Schienenfahrzeuge zu Adtranz fusioniert, so dass die Lokkästen nun teilweise in Hennigsdorf und teilweise in Kassel gebaut wurden. Die in Hennigsdorf geschweißten Lokkästen wurden dabei mit Tiefladern über die Autobahn nach Kassel transportiert, wo sie auf die in Breslau gefertigten Drehgestelle gesetzt und betriebsfertig ausgerüstet wurden. Insgesamt wurden 145 Maschinen beschafft, die buchmäßig zum Betriebshof Hamburg-Eidelstedt gehören (dort finden die „mittelgroßen“ Wartungen statt).
Beim Eisenbahnunfall von Brühl kam am 6. Februar 2000 die 101 092 in einem Haus zum Stehen, die Maschine wurde anschließend zerlegt, Ende Mai 2001 beschloss die DB den Neuaufbau.
Wichtige Bauteile der Reihe 101 wurden vorher in anderen Lokomotiven erprobt, so die Stromrichter- und Leittechnik mit der 120 005 und der integrierte Gesamtantrieb der 101 mit der 120 004.
Aufgrund eines hohen Schadstands mussten Anfang 2003 eine Reihe von Leistungen der Lokomotiven durch Fahrzeuge der Baureihen 103 und 120.1 übernommen werden. Eine zu geringe Dimensionierung der Antriebstechnik galt als Hauptursache für den Ausfall vieler Lokomotiven der Baureihe 101.
Bis heute fanden sich bei Lokomotiven dieser Baureihe folgende Schwachpunkte:
1. An Anschweißteilen der Drehgestelle sowie an Schweißnähten der Zapfen zur Zugkraftübertragung traten Risse als Serienschaden auf, die saniert werden mussten.[6]
2. Eine Stromversorgung im Stromrichter war nicht ausreichend abgeschirmt, so dass sie den Rangiersprechfunk störten.
3. Die Drehzahlgeber der Fahrmotoren erwiesen sich mechanisch als zu schwach ausgelegt und mussten verbessert werden.
4. Eine Baugruppe im Transformator neigte zu Schäden, was jedoch nicht betriebsrelevant war und bei den Fristarbeiten behoben wurde.
5. Durch alternde Bauteile stieg mit der Zeit der Energieverbrauch der Hilfsbetriebe an, was zu vermehrten Ausfällen der Hilfsbetriebeumrichter führte.

### Einsatz
| Zugmasse | Geschwindigkeit | Zugart              |
| -------- | --------------- | ------------------- |
| 500 t    | 220 km/h        | Intercity/Eurocity  |
| 600 t    | 200 km/h        | Intercity/Eurocity  |
| 800 t    | 160 km/h        | Parcel InterCity    |
| 1200 t   | 120 km/h        | InterCargo          |
| 2200 t   | 100 km/h        | gemischter Güterzug |

Die Lokomotiven wurden im Bahnbetriebswerk Hamburg-Eidelstedt stationiert. Im Sommerfahrplan 1997 fuhren die ersten 101 ihren Betriebseinsatz in einem zehntägigen Umlauf. Zunächst wurden die schweren IR-Züge auf der Linie zwischen Hamburg und Konstanz mit den neuen Maschinen anstelle der Baureihe 111 bespannt. Zum Winterfahrplan 1997 waren schon 21 Loks der Baureihe 101 anstelle der Baureihe 103 unterwegs. Ende desselben Jahres waren 60 Loks in Betrieb. Die Auslieferung dauerte bis zum Sommer 1999, als die letzte Lokomotive dieser Baureihe das Henschel-Werk in Kassel verließ.
Von 1999 bis 2004 bespannten die silbern lackierten 101 130 und 131 sowie als Reserve die verkehrsrot lackierten 101 124 und 126 den Geschäftsreisezug Metropolitan Express Train (MET). Diese vier Lokomotiven sind als Triebzuglokausführung zusätzlich mit einem MET-Zugbus (WTB) und einem Bordcomputer je Führerstand ausgerüstet, mit dem sowohl von der Lokomotive als auch vom Steuerwagen aus Daten und Zustände des Wagenzuges abgefragt und gesteuert werden können.
Nachts und an den Wochenenden waren viele 101 vor Güterzügen im Einsatz, wie etwa den Parcel-Intercitys mit 160 km/h im Auftrag von DB Cargo. DB Cargo und DB Fernverkehr hatten sich auf die Abgabe aller 101 an DB Cargo geeinigt, wenn der Fernverkehr vollständig auf Triebzüge umgestellt werden sollte. Dieser Plan wurde inzwischen wieder verworfen. Mit dem München-Nürnberg-Express wurden Lokomotiven der Reihe 101 bis zum 4. Mai 2021 auch im Regionalverkehr eingesetzt. Aufgrund der Unzuverlässigkeit der neuen Fahrzeuge werden seit Dezember 2024 wieder Lokomotiven der Baureihe 101 mit ehemaligen IC-Wagen im Regionalverkehr zwischen München und Nürnberg eingesetzt.

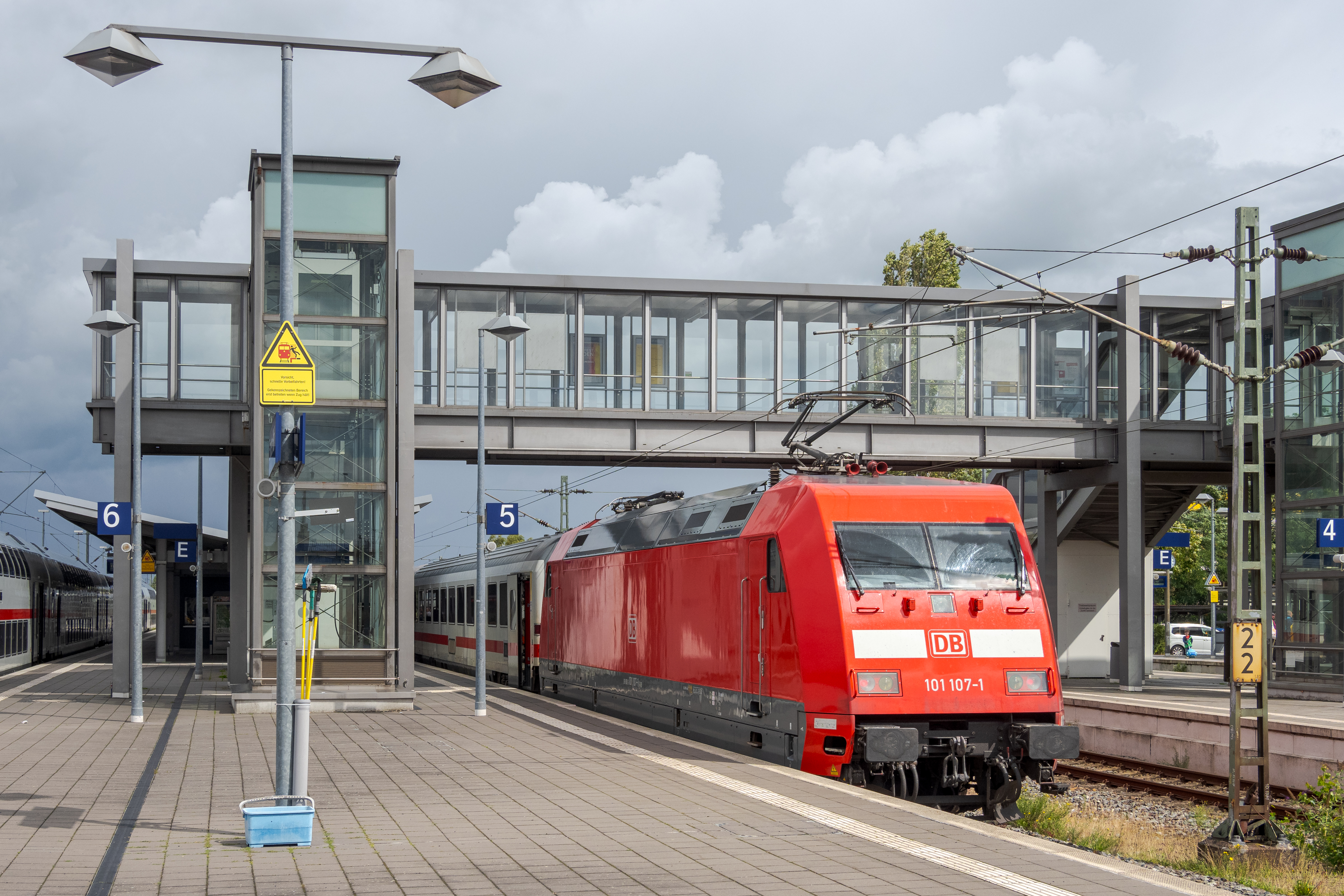
101 107 im IC-Einsatz in Emden 2023

Mittlerweile haben sich die Lokomotiven der Reihe 101 als wichtigste Lokomotiven im hochwertigen Fernverkehr der DB AG bewährt. Zwar erbringen sie über weite Teile des Geschwindigkeitsbereichs geringere Zugkräfte als eine Lokomotive der Baureihe 103, jedoch haben sie besonders bei schwierigen Reibungsverhältnissen durch die Radsatzschlupfregelung und die selektive Drehmomentregelung für jeden Radsatz eine höhere Einsatz-Effektivität als die 103.
Seit Dezember 2020 ist die 101 020 für DB Systemtechnik im Einsatz.
Im Jahr 2021 wurde mit der Ausmusterung und Verschrottung der Lokomotiven begonnen. Mit Fahrplanwechsel 2023/24 wurde ein großer Teil an Leistungen der Baureihe 101 gestrichen. Die mit der 101 bespannten Züge nach Graz und Klagenfurt wurden durch anderes Material ersetzt. Der Einsatz der Lokomotiven in Österreich ist seither Geschichte.
Seit Ende April 2024 fährt das private Unternehmen Train Charter Services mit Lokomotiven der Baureihe 101 und n-Wagen im Zweistundentakt Züge des Maas-Wupper-Express (RE 13) zwischen Wuppertal und Venlo. Grund für diesen Einsatz ist Personal- und Fahrzeugmangel des eigentlichen Betreibers eurobahn. Damit kommen die Maschinen erstmals auch planmäßig bis in die Niederlande. Eine spezielle Ausrüstung ist dazu nicht erforderlich, da der Bahnhof Venlo teilweise auch mit dem deutschen Stromsystem befahren werden kann.

### Erprobung und Versuche
Die Lokomotive 101 047 wurde im Dezember 2009 mit LED-Signalleuchten und einer Signalleuchtenheizung ausgerüstet. An diesem Versuchsträger sollte getestet werden, ob die Umrüstung für alle Lokomotiven dieser Baureihe wirtschaftlich ist. Das UIC-Spitzensignal in LED-Technik ist bereits aus anderen Baureihen bekannt und wird bei der Baureihe 101 mit neusten warmweißen LED bestückt, die den aktuellen Stand der LED-Technik darstellen. Das Fernlicht wird wie bei einem vorher umgerüsteten Exemplar der Baureihe 218 in LED-Technik ausgeführt. Damit die Signalleuchten auch bei Schneefall und Eisbildung sichtbar bleiben, wurde diese Lokomotive mit einer temperaturgesteuerten Signalleuchtenheizung ausgestattet.

## Technik

### Lokomotivkasten

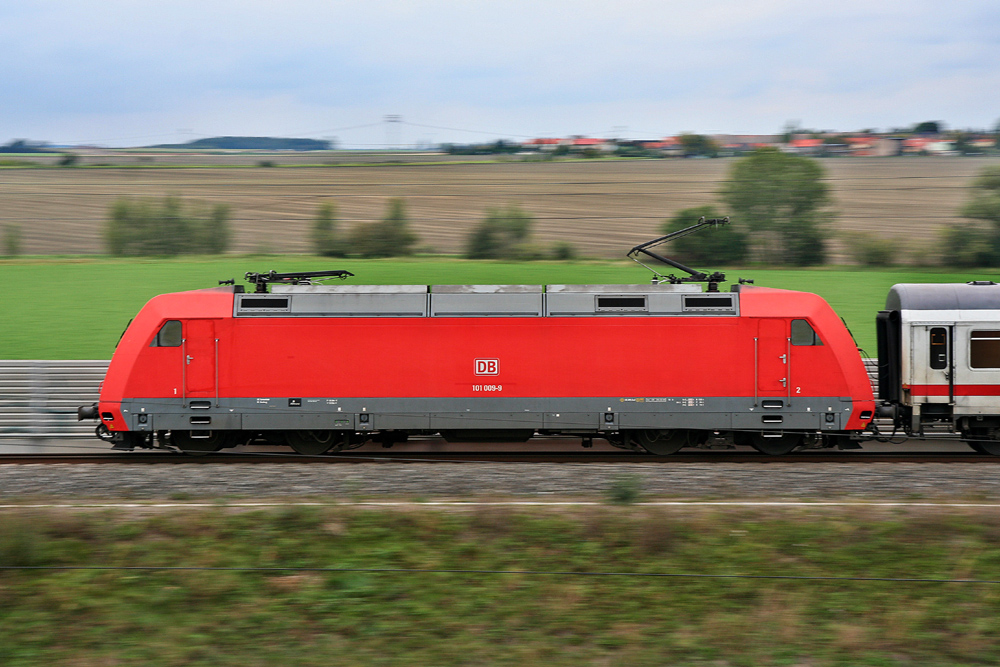
Die 101 009 vor einem Intercity

Die Lokomotiven der Baureihe 101 fallen, wie die anderen zur gleichen Zeit beschafften Neubaulokomotiven der Deutschen Bahn seitdem auch, zunächst durch eine breite, abgeschrägte Frontpartie auf. Der Lokkasten soll einerseits möglichst windschnittig und andererseits auch möglichst kostengünstig herzustellen sein. Deshalb wurde auf eine mehrfach gekrümmte Front wie bei der Baureihe 103 verzichtet. Eine weitere Zuspitzung der Front erscheint aerodynamisch auch wenig sinnvoll, da sich in diesem Fall der Wagenkastenabstand zwischen Lok und Wagen vergrößert. Aufgrund der in diesem Zwischenraum auftretenden Verwirbelungen würden die Vorteile einer spitzen Front zunichtegemacht werden.
Die Führerstandsseitenfenster wurden als flächenbündige Schwenkschiebefenster ausgeführt, um die Anlage von Fensterschächten zu vermeiden, die sich häufig als korrosionsanfällig erwiesen haben (die Fenster der Baureihen 145 und 152 werden dagegen weiterhin versenkbar angeordnet). Zur Frontpartie passend klebte der Hersteller in der Spitze der Seitenfenster ein Stück geschwärztes Blindglas ein.
Der Führertisch entspricht weitgehend denen der Baureihen 120 und 401 (ICE) und wurde wie bei diesen in Fahrtrichtung rechts eingebaut. Diese Anordnung des Führertisches ermöglichte es, auf eine teurere durchgehende Frontscheibe zu verzichten.
Ein besonderes Merkmal der Baureihe 101 sind auch die Drehgestellblenden. Sie wurden entlang der Rahmenlängsseite angebracht und reichen bis auf die Höhe der Achslager hinunter.
Um eine tragende Struktur des Untergestells zu erreichen, wurden in Hennigsdorf und dem Adtranz-Werk Breslau massive C-Profile zusammengeschweißt. Für die Kopfstücke schweißte der Hersteller eine kastenförmige Konstruktion. Die Stoßpuffer an der Front sind auf Druckkräfte bis zu 1000 kN ausgelegt, die Front unter den Stirnfenstern fängt 700 kN Druckkraft auf. Die Bleche unter den Frontscheiben haben eine Stärke von 8 mm, die anderen Frontbleche nur noch die Hälfte (4 mm), und die Bodenbleche sind 3 mm stark. Das Gerüst der Seitenwände wurde aus senkrecht angeordneten Profilen angefertigt. Zur Verkleidung erhielt das Gerüst eine 3 mm starke Blechbeplankung. Das Dach wurde aus Aluminium hergestellt. Den Abschluss zu den drei Dachsektionen bildet ein aus 6 oder 5 mm starken Blechen geschweißter Obergurt. Die Dachschrägen und Lüftergitter gehören zum Dach und lassen sich mit diesem abnehmen.

### Drehgestelle

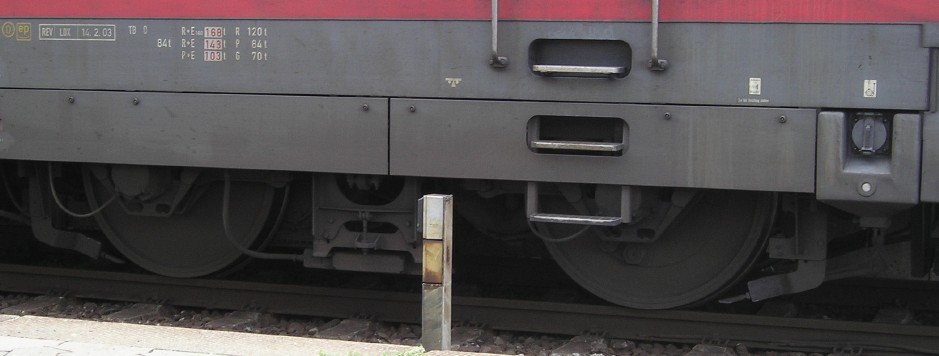
Drehgestell der Reihe 101 mit großen Rädern und kurzem Achsstand

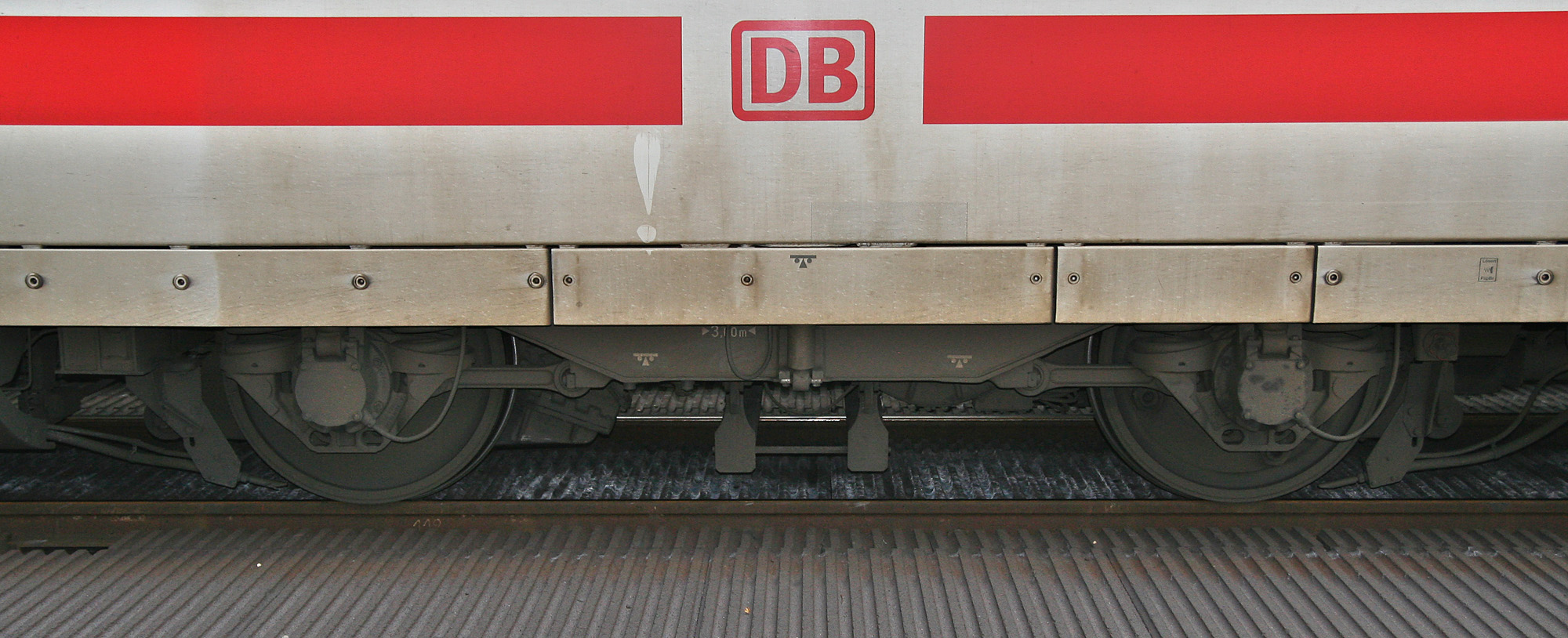
Drehgestell eines ICE-1-Triebkopfes mit größerem Achsstand und kleineren Rädern

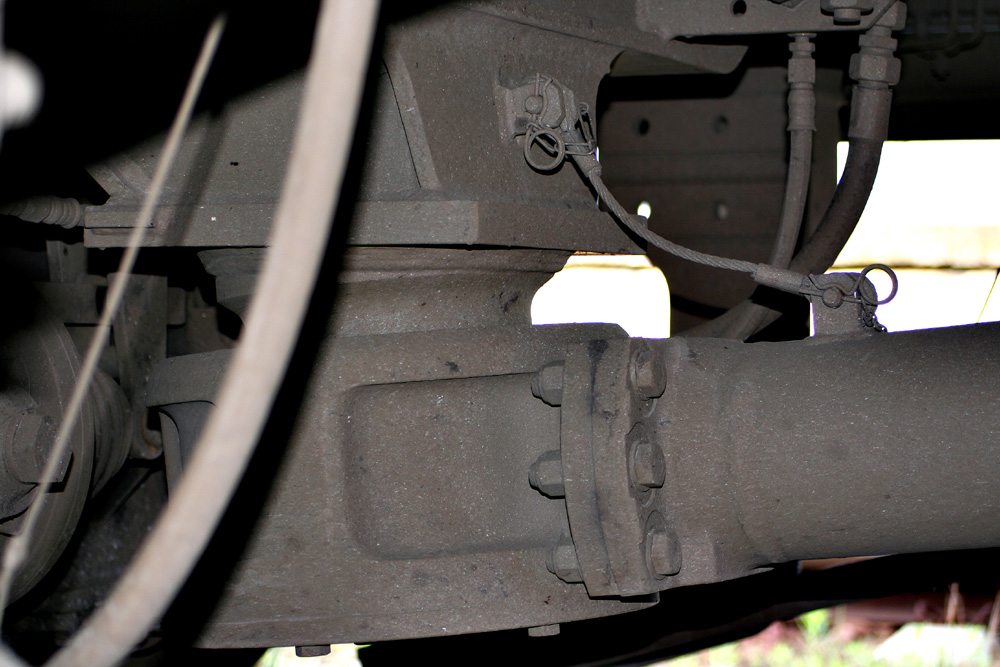
Anlenkung des Drehgestellrahmens (oben links) mittels Zug-/Druckstange (unten, von rechts kommend)

ADtranz und Henschel wollten für die Baureihe 101 ein Drehgestell entwickeln, das größtmögliche Flexibilität zulässt. So ist das Drehgestell für 250 km/h konzipiert und direkt von den ICE-Triebköpfen der Reihe 401 abgeleitet, obwohl die Lokomotiven der Baureihe 101 nur für eine Geschwindigkeit von 220 km/h zugelassen sind. Die Drehgestellrahmen ermöglichen den Einbau von Radsätzen anderer Spurweiten. Es ist auch möglich, den Radsätzen wie bei der Re 460 der SBB eine radiale Einstellbarkeit zu geben, worauf die DB aber verzichtete.
Das Drehgestell hat keinen Querträger für einen Drehzapfen, da die Kraftübertragung zwischen Lok und Drehgestell über Zug-/Druck-Stangen erfolgt. Das Drehgestell wurde aus Kastenprofilen zusammengeschweißt. Die vier Schraubenfedern pro Drehgestell haben Führungsaufgaben senkrecht zum Federweg. Auf jeder Drehgestellseite befindet sich ein Schraubenfederpaar. Dort, wo die Schraubenfedern auf dem Drehgestell sitzen, ist der Rahmen des Drehgestells leicht nach unten gekröpft. Die Kopfträger nehmen Drucklufteinrichtungen und Bremszangen auf und sind stärker nach unten gekröpft als im Bereich der Schraubenfedern. Der innere Kopfträger trägt den massiven und tiefliegenden Zapfen zur Aufnahme der Zugstange. Durch die Tiefanlenkung der Zug/Druck-Stangen entsteht ein Angriffspunkt, der rechnerisch nur 150 Millimeter über SO (Schienenoberkante) liegt. Statt des Querträgers hat der Drehgestellrahmen zusätzlich angeschraubte Hilfsträger, die als Montagehilfe dienen, um die Antriebseinheit drehbar am Lokkasten aufzuhängen. Die Motoren sind über Pendel mit den Kopfträgern des Drehgestells verbunden. Durch die Aufhängung des Motors an einem Pendel wird die gesamte Antriebseinheit abgefedert. In der Horizontalen ist das Drehgestell von der Antriebseinheit völlig unbelastet, in der Vertikalen hängen 40 Prozent der Antriebsmasse am Drehgestell. Die restlichen 60 % trägt der voll abgefederte Lokkasten. Das Entwicklungsziel einer möglichst geringen ungefederten Masse wurde somit erreicht.
Der Drehgestellachsstand beträgt 2650 Millimeter gegenüber den 3000 Millimetern bei den ICE-Triebköpfen. Diese Verkürzung ermöglicht das Durchfahren engerer Bogenradien, als sie für den ICE vorgesehen sind. Der Raddurchmesser liegt auf Kundenwunsch wieder bei 1250 Millimetern im Neuzustand, abnutzbar bis 1170 mm. Bei den ICE-Triebköpfen der Reihen 401 und 402 liegt der Raddurchmesser im Neuzustand bei 1040 Millimetern. Durch die kompakten Drehgestelle werden die Relativbewegungen zwischen Lokkasten und Drehgestell so weit verringert, dass die elektrischen Zuleitungen zum Motor außerhalb der Lüftungskanäle geführt werden können, was die Montage erleichtert und die Lebensdauer verlängert.

### Antrieb

#### Antriebseinheit
Im Lastenheft der DB AG wurden für Motor und Getriebe zwei Millionen Kilometer störungsfreie Laufleistung gefordert. Das machte für die Baureihe 101 eine Neukonstruktion von Motor und Getriebe nötig, da die Baureihe 120.1 die Erwartungen nicht erfüllt hatte. ABB entwickelte den integrierten Gesamtantrieb (IGA). Beim IGA befindet sich das ritzelseitige Motorlager innerhalb des Getriebegehäuses, an das der Motor direkt angeflanscht ist. Diese Konstruktion ermöglicht auch die Lagerung des Zwischenrades im Getriebegehäuse. Der Ölverlust wurde durch das Vermeiden von Teilungsfugen an Lagerstellen verringert.
Das Antriebsmoment wird von dem Zwischenrad auf ein Großrad über das erste Gummi-Kardangelenk, die Hohlwelle und anschließend sechs massive Bolzen auf das gegenüberliegende Antriebsrad übertragen. Das Getriebe ist für eine Übersetzung von 3,95:1 ausgelegt. Die Läufer der Fahrmotoren erreichen eine Höchstdrehzahl von 3940 min−1. Mit abgenutzten Rädern ergibt sich eine Höchstgeschwindigkeit von 220 km/h. Durch den Einbau eines Zwischenrades entsteht in der Antriebseinheit genügend Abstand zwischen Motor und Hohlwelle, so dass die Bremsscheiben auf der Hohlwelle angebracht werden konnten; ebenso entstand Einbauraum für die Bremsscheiben durch das Fehlen von Querträger und Drehzapfen.
Die Bremsscheiben sind geteilt und innenbelüftet. Sie können von unten gewechselt werden, ohne dabei die Hohlwelle ausbauen zu müssen. Beim Abbremsen der Lok wird vor allem die elektrodynamische Bremse verwendet. Diese ist als Nutzbremse ausgeführt. Das Zusammenspiel zwischen der dynamischen und der Druckluftbremse regelt ein Bremsrechner. Jede Bremsscheibe verfügt über einen eigenen Bremszylinder, wobei ein Bremszylinder pro Radsatz für die Federspeicherbremse verwendet wird.
Die Fahrmotoren sind gehäuselos. Die Statorblechpakete werden durch Zugleisten und Pressplatten zusammengehalten. Dadurch wird eine äußere Form gebildet, die ein Gehäuse überflüssig macht. Die Kühlluft wird durch Kanäle und eingestanzte Löcher in den Blechen geleitet. Für den Rotor werden Dynamobleche verwendet, die durch Pressplatten zusammengehalten werden. Die Läuferstäbe aus Kupfer sind in die Nuten des Blechpakets eingetrieben und durch Verstemmen fixiert.

#### Transformator
Der Leistungstransformator ist mit 13 Tonnen der schwerste, der bisher in einer deutschen Lok eingebaut wurde. Er leistet 4 × 1,6 MVA für die Stromrichter der Fahrmotoren und 800 kVA für die Zugsammelschiene, die Hilfsbetriebe und Verbraucher der Lokomotive. Als Kühlmittel wird Polyolester verwendet. Der Transformator wurde unterflur zwischen den Drehgestellen am Lokkasten aufgehängt, was einen sehr aufgeräumten Maschinenraum ermöglichte. Der Einbauort des Haupttransformators erforderte allerdings Schutzmaßnahmen für Entgleisungen und vergleichbare Ereignisse. Die meisten Bauteile können über den Mittelgang herausgenommen werden.
Die DB AG forderte für die Lok einen Gesamtwirkungsgrad von 85 Prozent. Frühere Drehstromlokomotiven erreichen nur 80 bis 83 Prozent. Das machte eine Optimierung des Transformators und insbesondere der Stromrichter notwendig, da diese aufgrund des starken Entwicklungsschubes in der Halbleiterbranche das größte Optimierungspotenzial boten. Die DB AG rechnete aus, dass bei einer Drehstromlokomotive ein Prozent mehr Wirkungsgrad eine halbe Million Mark Energiekosten im Laufe des Fahrzeuglebens einspart (Stand: Februar 2001). Der Erhöhung des Gesamtwirkungsgrades kam auch die Verwendung von Bipolartransistoren mit isolierter Gate-Elektrode (IGBTs) als Schaltement in den Hilfsbetriebeumrichtern zugute.
Der Transformator hat vier sekundäre Traktionswicklungen mit einer Nennspannung von 1514 V, eine Netzfilterwicklung, eine 230-V- und eine 351-V-Wicklung für die Versorgung der Hilfsbetriebe sowie eine 1000-V-Wicklung für die Versorgung der Zugsammelschiene. Die 351-V-Wicklung wird für die beiden Hilfsbetriebestromrichter benötigt. Diese versorgen die 30 Asynchronmotoren für die Nebenbetriebe; dazu gehören der Luftpresser, die Lüfter der beiden Stromrichter- und Transformatorkühler, die vier Fahrmotorlüfter, die Pumpen der Transformator- und Stromrichterkühlkreisläufe, sowie die Kühlgebläse in den Stromrichtern. Die 230-V-Wicklung versorgt die Führerstandheizung, die Klimaanlage und das Batterieladegerät.

#### Traktionsstrom
Die Lokomotive kann die Zugkraft jedes Fahrmotors einzeln regeln. Das ermöglicht in jeder Situation eine optimale Ausnutzung des Reibungswerts aller Radsätze. Die Radsatzregelung bietet weiterhin den Vorteil, dass die Lok bei Ausfall einer Antriebsgruppe immer noch mit 75 Prozent der normalen Traktionsleistung weiterfahren kann. Bei einer Drehgestellregelung wären es nur noch 50 Prozent.
An jeder der vier Traktionswicklungen des Transformators ist ein Traktionsstromrichter angeschlossen, der aus folgenden Baugruppen besteht: Vierquadrantensteller, Gleichspannungs-Zwischenkreis und Pulswechselrichter. Der Vierquadrantensteller und der Pulswechselrichter sind aus universell einsetzbaren Stromrichtermodulen aufgebaut. Jedes Modul hat Leistungshalbleiter und Beschaltungs- und Schutzinstrumente. Die GTO-Thyristoren der Stromrichter werden durch Impulse geregelt, die über Lichtwellenleiter aus dem Antriebssteuergerät kommen. Die Halbleiter und der Transformator werden mit Polyolester gekühlt. Im Zwischenkreis ist ein Saugkreis angeordnet, der auf die doppelte Netzfrequenz von 33 1⁄3 Hz abgestimmt ist und zur Glättung der pulsierenden Leistung aus dem Einphasen-Bahnstromnetz dient.

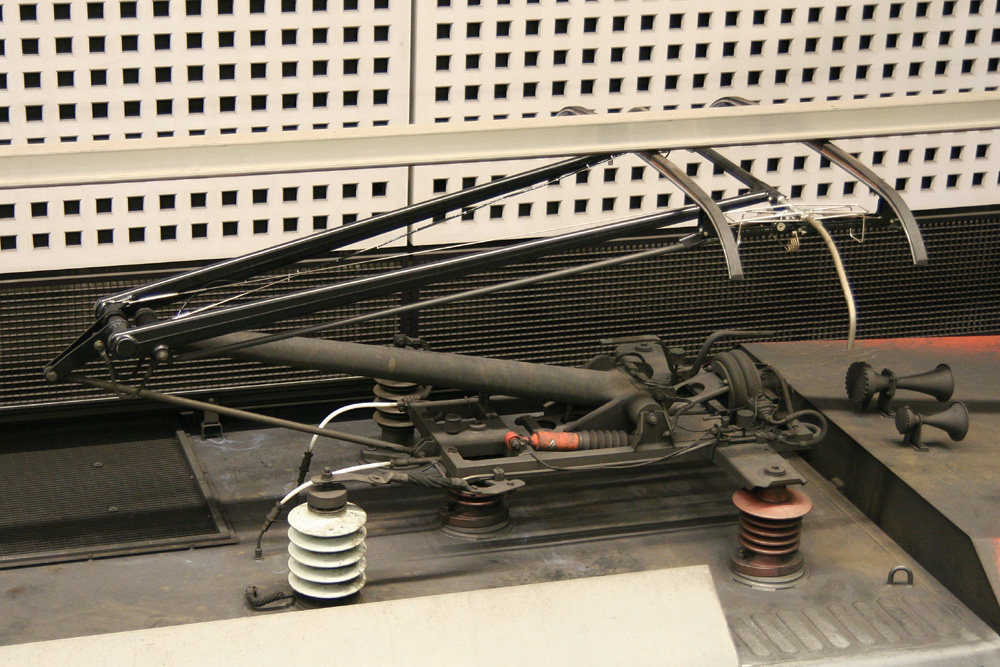
Einholmstromabnehmer des Typs DSA 350 SEK

Im Fahrbetrieb wird die elektrische Energie über einen Stromabnehmer des Typs DSA 350 SEK aus der Oberleitung abgenommen und über Hauptschalter und Oberstromwandler zur Primärwicklung des Haupttransformators geführt, von wo aus die vier Sekundärwicklungen (für jeden Fahrmotor eine) abgehen. Die hier anliegende Wechselspannung einer jeden Wicklung gelangt in den Vierquadrantensteller, der dann als Gleichrichter den Gleichspannungszwischenkreis speist. Der Pulswechselrichter formt die Gleichspannung aus dem Zwischenkreis in dreiphasige Wechselspannung variabler Frequenz und Spannung und speist damit den Asynchron-Fahrmotor.
Im Bremsbetrieb arbeiten die Fahrmotoren als Generatoren und speisen in die Pulswechselrichter Drehstrom ein. Die Pulswechselrichter arbeiten jetzt als Gleichrichter. Der Vierquadrantensteller macht dann aus dem Gleichstrom netzsynchronen Wechselstrom. Über den Transformator wird dieser in das Fahrleitungsnetz zurückgespeist.
Die Stromrichter sind in der Mitte des Maschinenraums paarweise rechts und links des Mittelgangs angeordnet.

### Software

#### Radsatzregelungen und AFB
Die Lok erhielt die AFB (Automatische Fahr- und Bremssteuerung), die den Lokführer dabei unterstützt, eine eingestellte Geschwindigkeit konstant zu halten.
Die Lokomotiven verfügen über eine Superschlupfregelung. Im Gegensatz zu einer herkömmlichen Schlupfregelung, die jeglichen Schlupf unterbindet, lässt die Superschlupfregelung eine gewisse makroskopische Differenz zwischen Fahrzeug- und Radumfangsgeschwindigkeit zu, den sog. Superschlupf. Dadurch kann der maximale Kraftschluss zwischen Rad und Schiene ausgenutzt werden. Aufgrund der Annahme, die Superschlupfregelung benötige sehr exakte Geschwindigkeitsdaten, wurde eine Geschwindigkeitsmessung per Radar eingebaut. Inzwischen hat sich herausgestellt, dass die Superschlupfregelung auch ohne Radar funktioniert.

#### Leittechnik und Diagnose

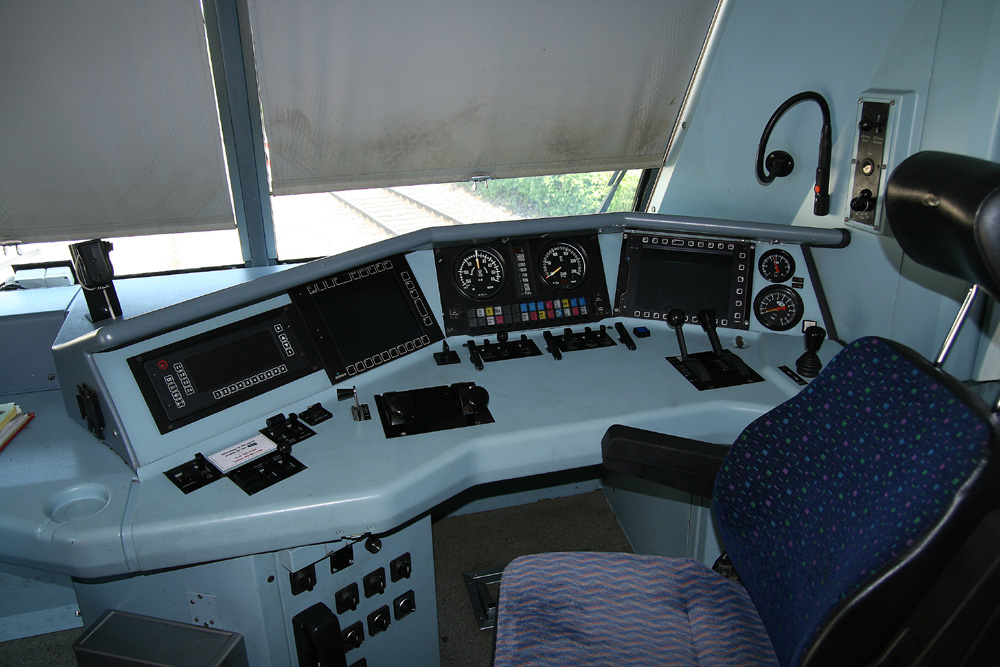
Führerstand

Die Lokomotiven sind wie auch die ICE-Triebköpfe mit dem eigens von ABB entwickelten 16-bit-Rechnersystem MICAS S als Traktionsleitsystem ausgerüstet.
MICAS S ist ein Mehrrechnersystem und für folgende Funktionen zuständig: die Fahrzeugfunktionen, die übergeordnete Zugleitebene und die der peripheren Controller (Microcomputer) für die Antriebsleitebene.
Für die Steuerung, Überwachung und die Diagnose des Fahrzeugs ist ein Bussystem vorhanden. Das verringert den Verdrahtungsaufwand gegenüber der Baureihe 120 erheblich. Die Leitungen für das Bussystem sind zum großen Teil in den Seitenwänden untergebracht. Das zentrale Steuergerät ist das Kernstück dieses Bordrechners, das aus Redundanzgründen zweimal eingebaut wurde. Alle Informationen, die Systeme wie MICAS S oder das DAVID sammeln, und andere Informationen werden in das ZSG (Zentrale Steuergerät) gesendet. Alle Befehle, die für die Funktion der Lok wichtig sind, gehen von dem ZSG aus.
In dem ZSG bearbeiten vier Rechnergruppen die Fahrzeug- und die Zugbussteuerung. Diese vier Rechnergruppen überwachen auch die Zeit-Zeit-Sifa und die Loksteuerung. In den Rechnern erfolgt die Diagnose des Fahrzeugs. In die Ebene der Zugsteuerung gehört z. B. die ZMS (Zeitmultiplexe Mehrzugsteuerung) und die ZWS/ZDS.
Als Zugbeeinflussungssystem verfügen die Maschinen über LZB 80 mit PZB 90. Auf den Lokomotiven 101 140–144 wurde darüber hinaus das europäische Zugbeeinflussungssystem ETCS erprobt. Die Lokomotiven waren dafür bis Mitte 2001 in Kassel mit ETCS-Fahrzeuggeräten ausgerüstet worden. Sie wurden, neben dem Train Control Testcar und dem VT 1.0/1.5-ETCS, zur Erprobung von ETCS Level 2 auf der Achse eingesetzt. 2021 wurde ein Projekt begonnen, in dessen Rahmen eine Lokomotive als „First in class“-Fahrzeug mit ETCS ausgerüstet werden soll. Im Februar 2022 war ein Probeumbau im Gang. Anhand der Erkenntnisse soll entschieden werden, ob einige Maschinen auch nach dem 2025 zu Ende gehenden Intercity-Dienst als Putz- oder Schlepploks eingesetzt werden.
Für die Lokomotiven der Baureihe 101 wurde auch das Diagnosesystem DAVID des Intercity-Express weiterentwickelt. So ist es den Instandhaltungswerken mit diesem Diagnosesystem möglich, Störungsmeldungen von jeder Lok, unabhängig von bestimmten Punkten im Eisenbahnnetz, abzufragen. So können Dinge vorbereitet werden, die bei der nächsten Nachschau oder den Fristarbeiten nötig sind und die Aufenthaltszeiten der Lokomotiven verkürzt werden. Das Abrufen der Daten im ICE ist nur an bestimmten Stellen im Netz möglich. Das Unterhaltungswerk kann sich genauere Daten über sich ankündigende oder existente Fehler an der Lok holen und den Lokführer bei der Fehleranalyse und bei der Behebung des Fehlers unterstützen. Das Display weist den Lokführer auf Fehler entweder von sich aus hin oder nur auf Aufforderung des Lokführers.

## Fahrzeugliste
Da die Deutsche Bahn plante, die lokomotivbespannten IC1 ab Ende 2025 abzulösen und andere Angebote ebenfalls auf andere Lokomotiven oder Triebzüge umzustellen, werden die Maschinen der Baureihe 101 seit 2022 verstärkt ausgemustert.
Zahlreiche Lokomotiven sind abgestellt oder bereits verschrottet. Nach der bereits abgestellten 101 144 wurde im Dezember 2020 mit der 101 112 die nächste Lokomotive zur Ausmusterung abgestellt. Durch die Auslieferung neuer ICE-Triebzüge ergibt sich ein Überbestand an Lokomotiven.
Ein Einsatz bei DB Cargo, wie er ursprünglich einmal erwogen wurde, ist nicht mehr vorgesehen. Grund dafür ist unter anderem, dass anfängliche Einsätze vor Güterzügen zu starken Verziehungen des zu schwach ausgelegten Rahmens geführt hatten. Von den restlichen Lokomotiven kommen viele in niederen Diensten, wie etwa Rangier- und Überführungsfahrten, zum Einsatz. Die erste serienmäßig gebaute Lokomotive der Baureihe, die 101 001, wurde im Januar 2023 in das DB Museum nach Koblenz überführt und bleibt museal erhalten.

### Werbelokomotiven
Aufgrund der glatten Außenhaut und des deutschlandweiten Einsatzes im Reisezugdienst werden die Lokomotiven als fahrende Werbeträger eingesetzt. Bereits kurz nach Auslieferung der ersten Lok warb ab Mai 1998 die 101 001 für das Musical „Starlight Express“, gefolgt von Werbekampagnen der Bayer AG für Aspirin, der CMA sowie des Landes Baden-Württemberg, verschiedener Fluggesellschaften und der Adler Mannheim. Auch die Bahn AG selbst nutzte die Loks, um für neue Preissysteme zu werben. Die Werbung wird nicht lackiert, sondern auf Folien gedruckt, die auf den Lokomotivkasten geklebt werden. Bis Mitte 2006 gab es rund 200 Werbeeinsätze, wobei viele Loks mit identischen Folien beklebt waren. In der Spalte Werbebeklebungen sind neben Aufnahmen der einzelnen Lokomotiven auch diese Sonderbeklebungen mit Zeitraum (sofern bekannt) eingetragen.

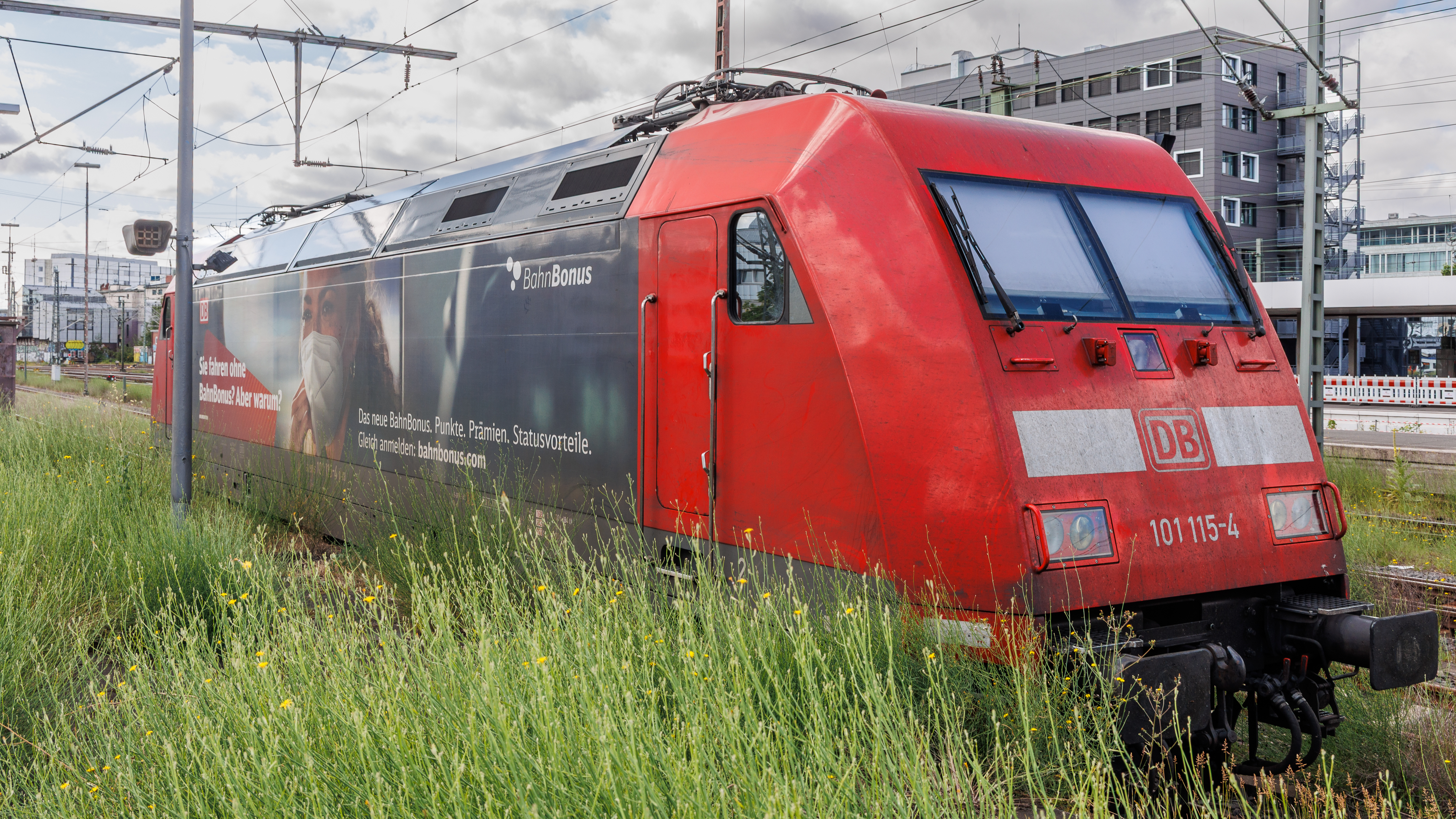
101 115 mit Eigenwerbung in Hannover Hbf
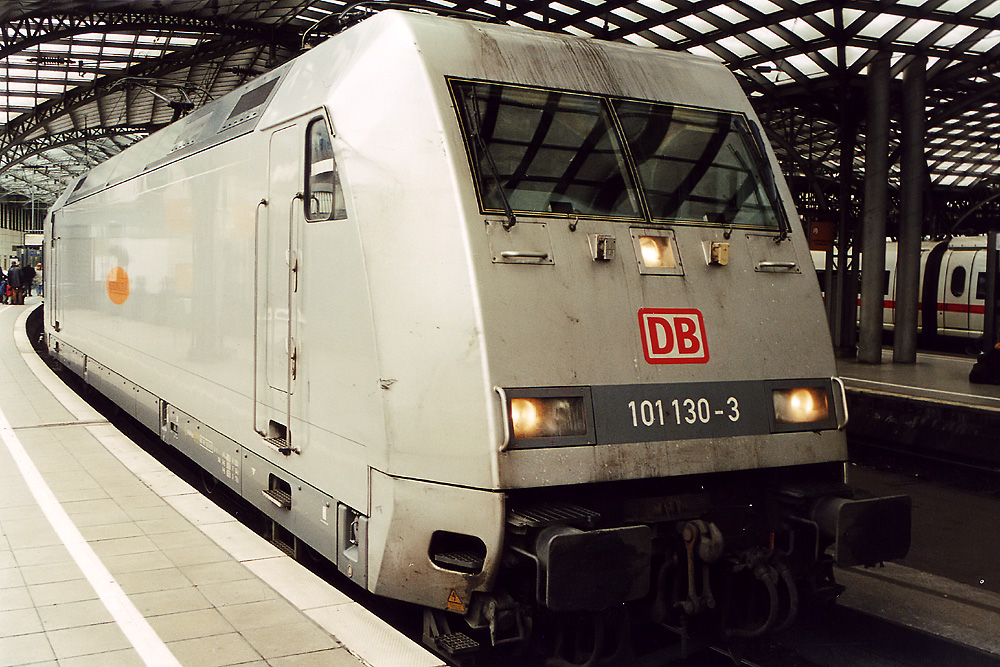
101 130 in Metropolitan-Lackierung in Köln Hbf (März 2004)
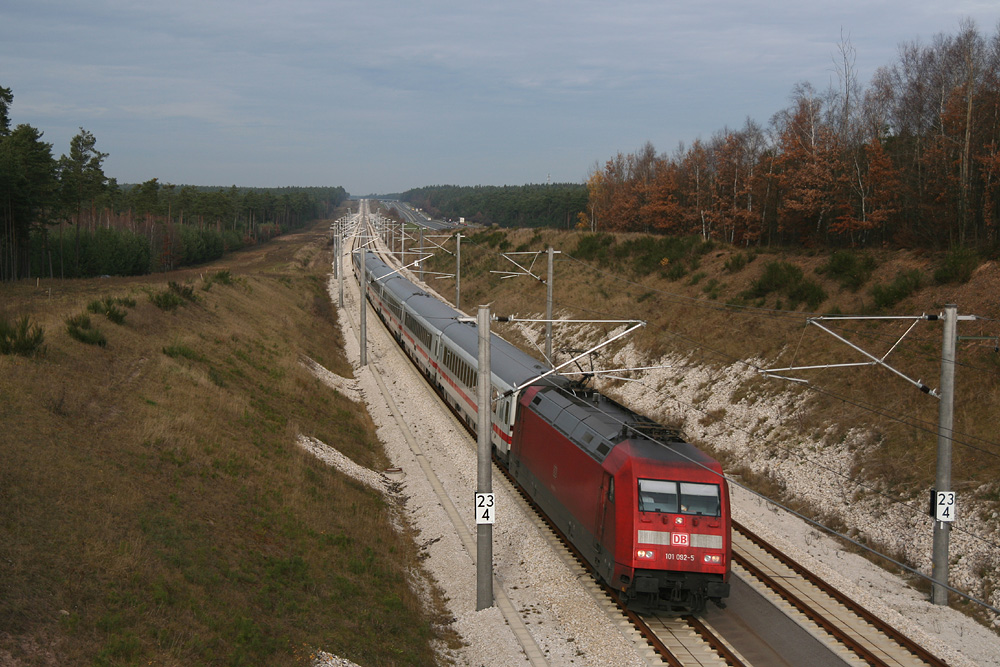
101 092 mit IC 2411 bei Allersberg (November 2006)
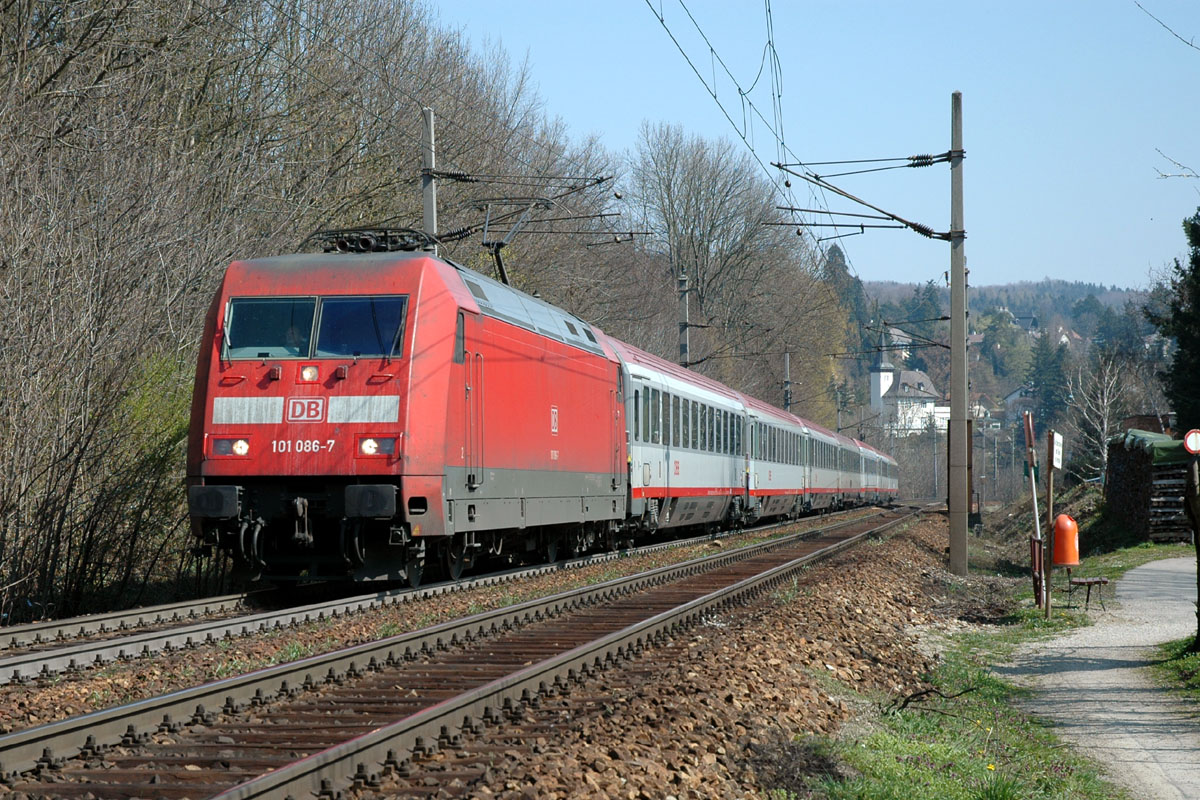
101 086 mit IC 640 Wien–Salzburg bei Tullnerbach-Pressbaum (April 2007)
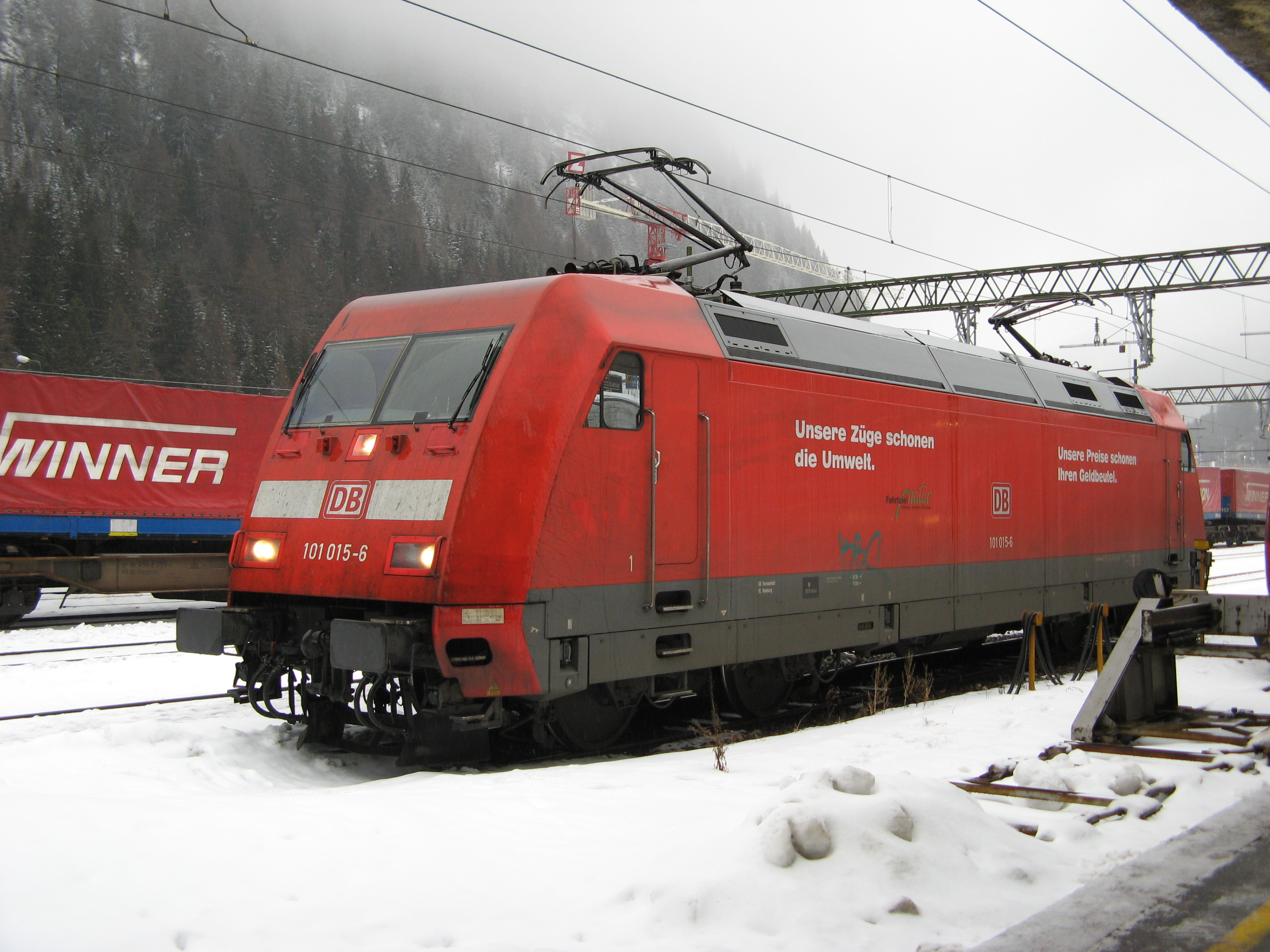
101 015 in Brenner (Januar 2008)
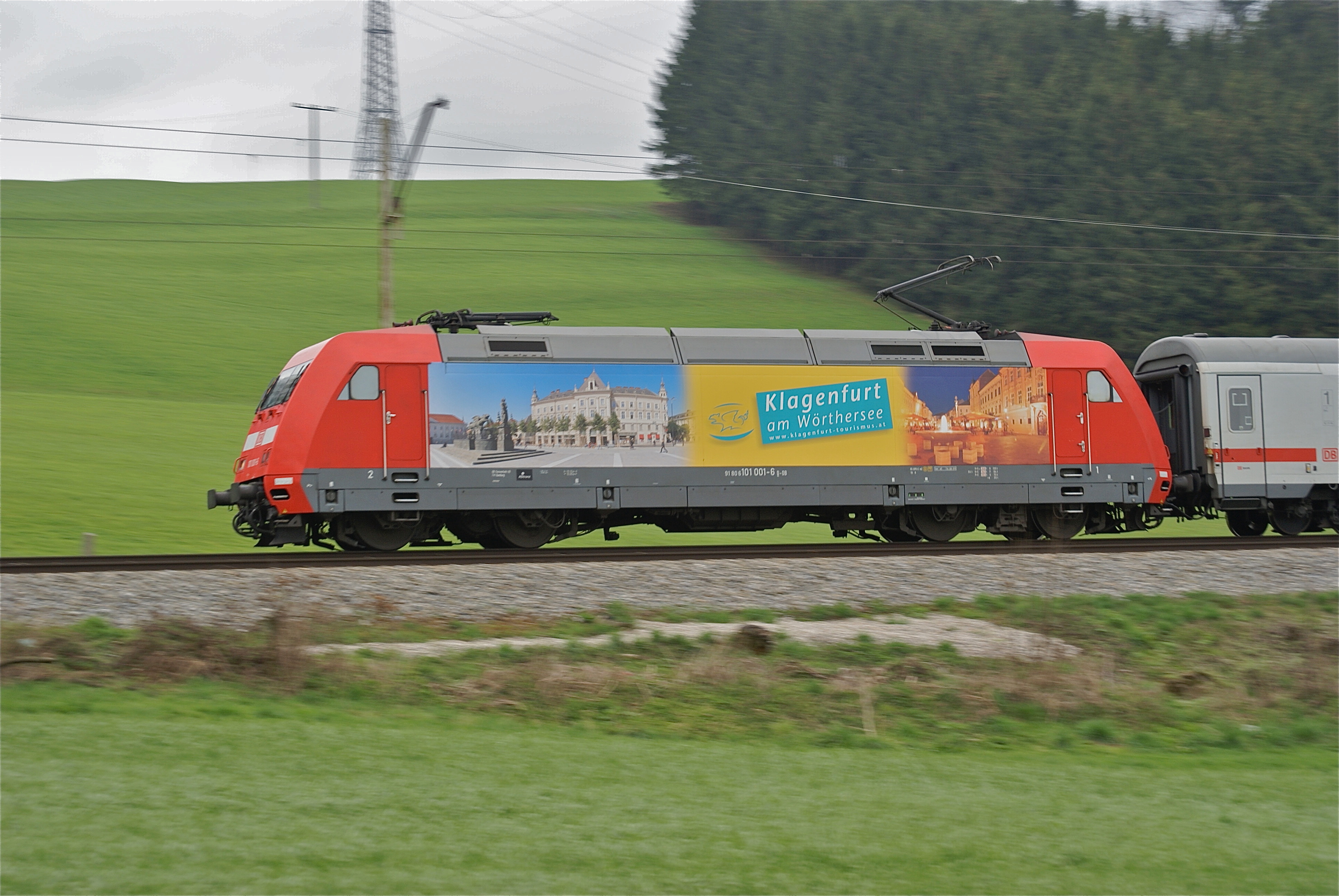
101 001 mit IC in Vachendorf (April 2012)
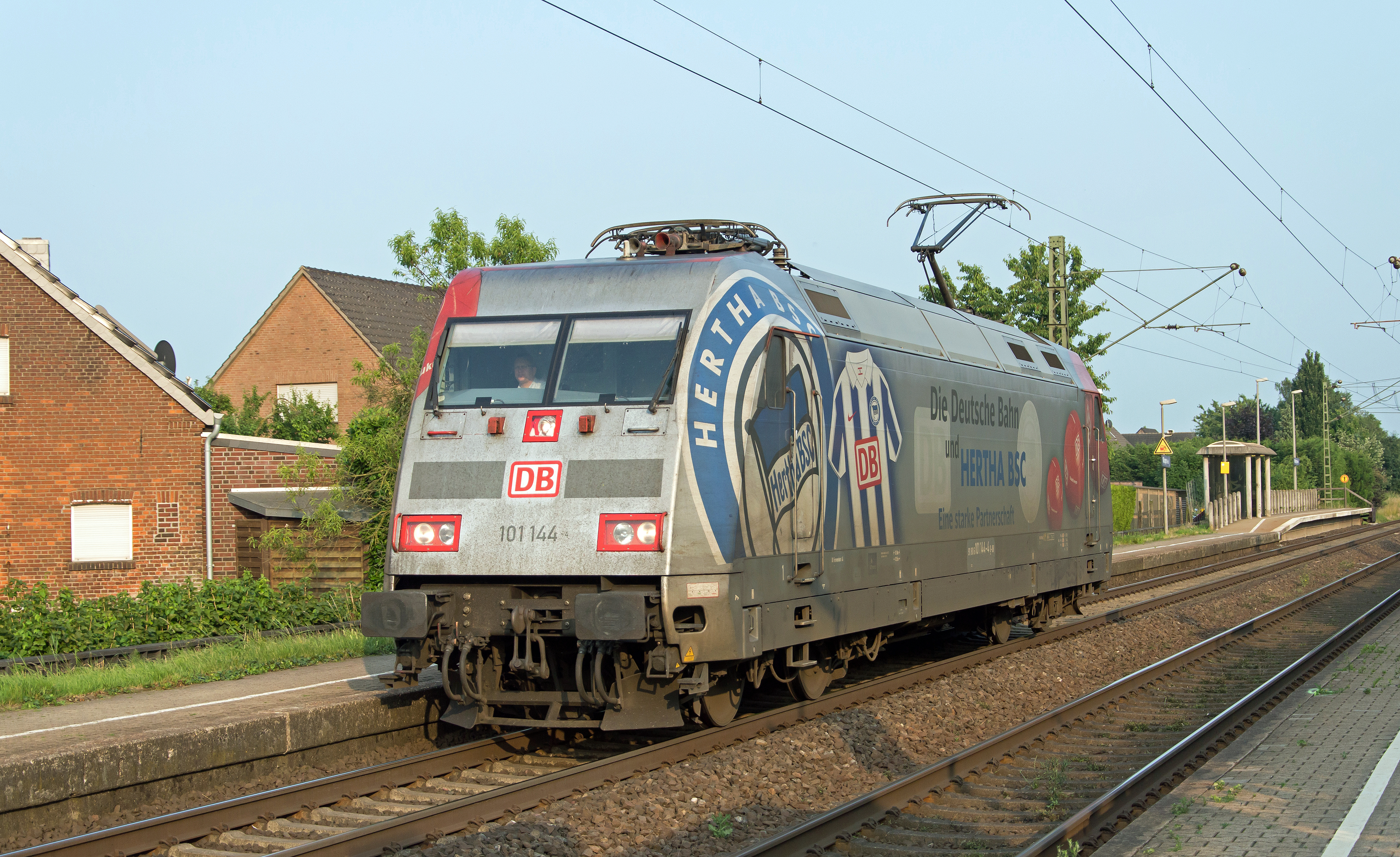
101 144 in Millingen (Juli 2013)
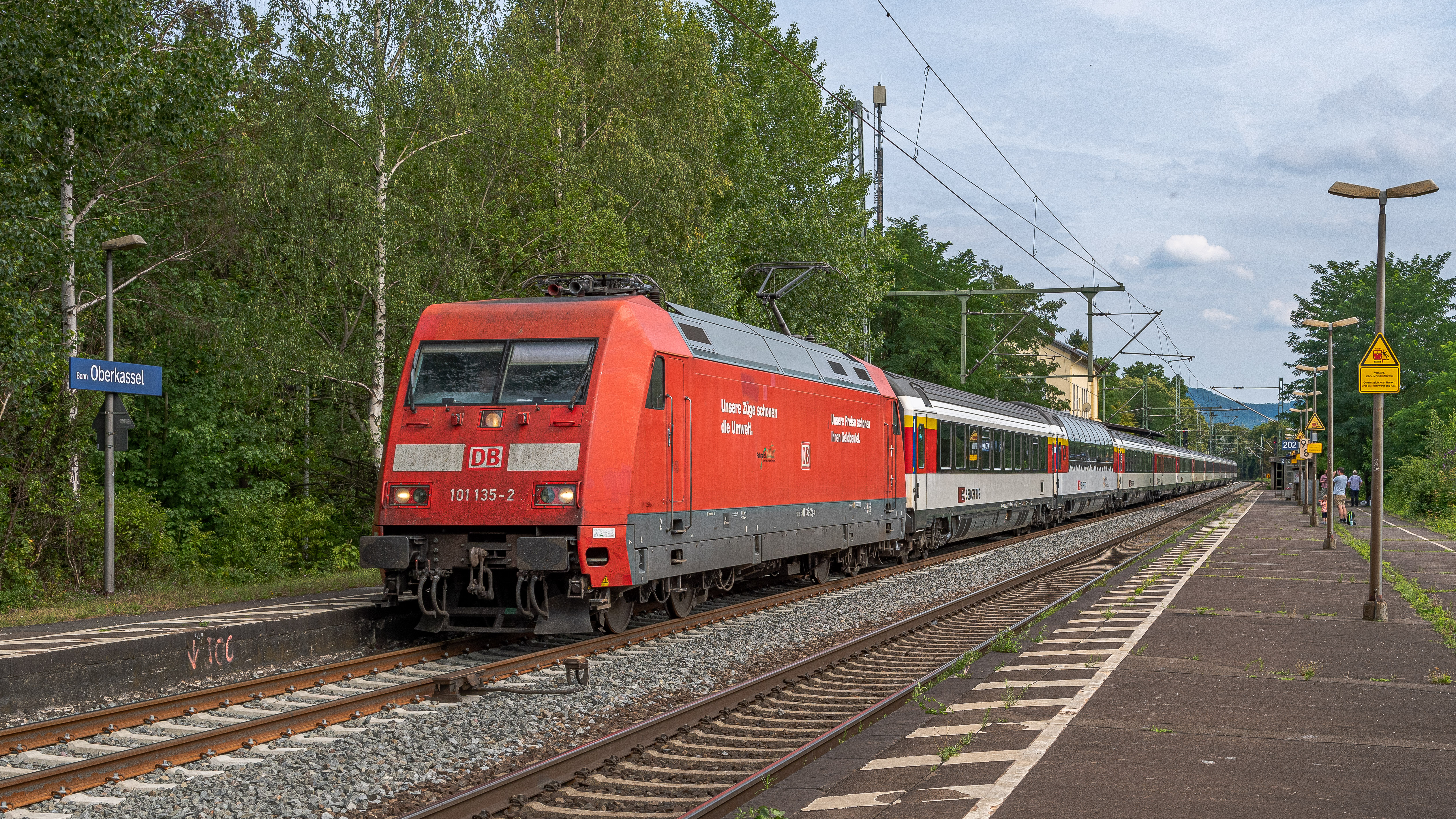
101 135 mit EC 8 Zürich–Hamburg-Altona in Bonn-Oberkassel (Juli 2020)

### DB-Bestand
Die folgende Tabelle enthält Loks, welche bei der Deutschen Bahn AG noch im Bestand geführt werden.
| Fabriknummer                 | Fahrzeugnummer | Betreiberbezeichnung | Betreiber                     | Abnahme    | Abstellung | Bemerkung                                                                             |
| ---------------------------- | -------------- | -------------------- | ----------------------------- | ---------- | ---------- | ------------------------------------------------------------------------------------- |
| 33111                        | 101 001        | 101 001-6            | DB Museum Koblenz (seit 2023) | 09.04.1997 | xx.xx.2022 | purpurrot/beige, betriebsfähig, erste Museumslokomotive der Baureihe                  |
| 33112                        | 101 002        | 101 002-4            | DB Fernverkehr                | 12.03.1997 |            | verkehrsrot, betriebsfähig                                                            |
| 33113                        | 101 003        | 101 003-2            | DB Fernverkehr                | 19.12.1996 | xx.xx.2024 | verkehrsrot, abgestellt in Hamburg-Langenfelde                                        |
| 33115                        | 101 005        | 101 005-7            | DB Fernverkehr                | 17.03.1997 |            | verkehrsrot, betriebsfähig                                                            |
| 33118                        | 101 008        | 101 008-1            | DB Fernverkehr                | 22.04.1997 | 25.12.2023 | verkehrsrot, abgestellt im SSM Leipzig-Engelsdorf                                     |
| 33119                        | 101 009        | 101 009-9            | DB Fernverkehr                | 18.04.1997 |            | verkehrsrot, betriebsfähig                                                            |
| 33123                        | 101 013        | 101 013-1            | DB Fernverkehr                | 16.05.1997 |            | weiß/verkehrsrot (einzige 101 mit ICE/IC-Farbgebung), betriebsfähig                   |
| 33125                        | 101 015        | 101 015-6            | DB Fernverkehr                | 22.05.1997 | 29.07.2024 | verkehrsrot, abgestellt im SSM Leipzig-Engelsdorf                                     |
| 33128                        | 101 018        | 101 018-0            | DB Fernverkehr                | 25.06.1997 |            | verkehrsrot, betriebsfähig                                                            |
| 33130                        | 101 020        | 101 020-6            | DB Systemtechnik (seit 2021)  | 08.07.1997 | 19.12.2020 | verkehrsrot, betriebsfähig, ausgerüstet mit ETCS                                      |
| 33131                        | 101 021        | 101 021-4            | DB Fernverkehr                | 10.07.1997 | xx.xx.2023 | verkehrsrot, abgestellt im SSM Leipzig-Engelsdorf                                     |
| 33132                        | 101 022        | 101 022-2            | DB Fernverkehr                | 07.07.1997 | xx.xx.2023 | verkehrsrot, abgestellt im SSM Leipzig-Engelsdorf                                     |
| 33133                        | 101 023        | 101 023-0            | DB Fernverkehr                | 23.07.1997 | xx.xx.2022 | verkehrsrot, abgestellt im SSM Leipzig-Engelsdorf                                     |
| 33134                        | 101 024        | 101 024-8            | DB Fernverkehr                | 16.07.1997 | 10.12.2023 | Unfall in Sankt Goar am 11.09.2011, verkehrsrot, abgestellt im SSM Leipzig-Engelsdorf |
| 33138                        | 101 028        | 101 028-9            | DB Fernverkehr                | 01.08.1997 |            | verkehrsrot, betriebsfähig                                                            |
| 33140                        | 101 030        | 101 030-5            | DB Fernverkehr                | 16.08.1997 |            | verkehrsrot, betriebsfähig                                                            |
| 33146                        | 101 036        | 101 036-2            | DB Fernverkehr                | 15.10.1997 | xx.xx.2023 | verkehrsrot, abgestellt im SSM Leipzig-Engelsdorf                                     |
| 33149                        | 101 039        | 101 039-6            | DB Fernverkehr                | 23.09.1997 |            | verkehrsrot, betriebsfähig                                                            |
| 33150                        | 101 040        | 101 040-4            | DB Fernverkehr                | 06.10.1997 |            | verkehrsrot, betriebsfähig                                                            |
| 33153                        | 101 043        | 101 043-8            | DB Fernverkehr                | 08.10.1997 |            | verkehrsrot, betriebsfähig                                                            |
| 33155                        | 101 045        | 101 045-3            | DB Fernverkehr                | 22.10.1997 | xx.xx.2023 | verkehrsrot, abgestellt im SSM Leipzig-Engelsdorf                                     |
| 33157                        | 101 047        | 101 047-9            | DB Fernverkehr                | 10.11.1997 | xx.xx.2023 | verkehrsrot, abgestellt im SSM Leipzig-Engelsdorf                                     |
| 33158                        | 101 048        | 101 048-7            | DB Fernverkehr                | 04.11.1997 | xx.xx.2023 | verkehrsrot, abgestellt im SSM Leipzig-Engelsdorf                                     |
| 33159                        | 101 049        | 101 049-5            | DB Fernverkehr                | 06.11.1997 |            | verkehrsrot, betriebsfähig                                                            |
| 33160                        | 101 050        | 101 050-3            | DB Fernverkehr                | 11.11.1997 | xx.xx.2022 | verkehrsrot, abgestellt im SSM Leipzig-Engelsdorf                                     |
| 33164                        | 101 054        | 101 054-5            | DB Fernverkehr                | 27.11.1997 | xx.xx.2023 | verkehrsrot, abgestellt im SSM Leipzig-Engelsdorf                                     |
| 33165                        | 101 055        | 101 055-2            | DB Fernverkehr                | 03.12.1997 | xx.xx.2024 | verkehrsrot, abgestellt im SSM Leipzig-Engelsdorf                                     |
| 33166                        | 101 056        | 101 056-0            | DB Fernverkehr                | 03.12.1997 |            | verkehrsrot, betriebsfähig                                                            |
| 33167                        | 101 057        | 101 057-8            | DB Fernverkehr                | 04.12.1997 |            | verkehrsrot, betriebsfähig                                                            |
| 33169                        | 101 059        | 101 059-4            | DB Fernverkehr                | 12.12.1997 | xx.xx.2022 | verkehrsrot, abgestellt im SSM Leipzig-Engelsdorf                                     |
| 33170                        | 101 060        | 101 060-2            | DB Fernverkehr                | 12.12.1997 | xx.xx.2023 | verkehrsrot, abgestellt im SSM Leipzig-Engelsdorf                                     |
| 33171                        | 101 061        | 101 061-0            | DB Fernverkehr                | 17.12.1997 | 26.07.2024 | verkehrsrot, abgestellt im SSM Leipzig-Engelsdorf                                     |
| 33172                        | 101 062        | 101 062-8            | DB Fernverkehr                | 17.12.1997 | 06.02.2024 | verkehrsrot, abgestellt im SSM Leipzig-Engelsdorf                                     |
| 33173                        | 101 063        | 101 063-6            | DB Fernverkehr                | 16.01.1998 | 08.09.2024 | verkehrsrot, abgestellt im SSM Leipzig-Engelsdorf                                     |
| 33176                        | 101 066        | 101 066-9            | DB Fernverkehr                | 11.02.1998 |            | verkehrsrot, betriebsfähig                                                            |
| 33177                        | 101 067        | 101 067-7            | DB Fernverkehr                | 09.02.1998 |            | verkehrsrot, betriebsfähig                                                            |
| 33178                        | 101 068        | 101 068-5            | DB Fernverkehr                | 19.02.1998 |            | verkehrsrot, betriebsfähig                                                            |
| 33179                        | 101 069        | 101 069-3            | DB Fernverkehr                | 24.02.1998 |            | verkehrsrot, betriebsfähig                                                            |
| 33182                        | 101 072        | 101 072-7            | DB Fernverkehr                | 12.03.1998 | xx.07.2024 | verkehrsrot, abgestellt im SSM Leipzig-Engelsdorf                                     |
| 33184                        | 101 074        | 101 074-3            | DB Fernverkehr                | 20.03.1998 |            | verkehrsrot, betriebsfähig                                                            |
| 33185                        | 101 075        | 101 075-0            | DB Fernverkehr                | 24.03.1998 |            | verkehrsrot, betriebsfähig                                                            |
| 33186                        | 101 076        | 101 076-8            | DB Fernverkehr                | 30.03.1998 | xx.xx.2023 | verkehrsrot, abgestellt im SSM Leipzig-Engelsdorf                                     |
| 33187                        | 101 077        | 101 077-6            | DB Fernverkehr                | 07.04.1998 | 06.10.2023 | verkehrsrot, abgestellt SSM Leipzig-Engelsdorf                                        |
| 33188                        | 101 078        | 101 078-4            | DB Fernverkehr                | 08.04.1998 |            | verkehrsrot, betriebsfähig, vermietet an DB Systemtechnik seit 2023                   |
| 33189                        | 101 079        | 101 079-2            | DB Fernverkehr                | 14.04.1998 |            | verkehrsrot, betriebsfähig                                                            |
| 33190                        | 101 080        | 101 080-0            | DB Fernverkehr                | 21.04.1998 | 17.09.2023 | verkehrsrot, abgestellt im SSM Leipzig-Engelsdorf                                     |
| 33192                        | 101 082        | 101 082-6            | DB Fernverkehr                | 27.04.1998 | 07.02.2024 | verkehrsrot, abgestellt im SSM Leipzig-Engelsdorf                                     |
| 33193                        | 101 083        | 101 083-4            | DB Fernverkehr                | 20.04.1998 |            | verkehrsrot, betriebsfähig                                                            |
| 33194                        | 101 084        | 101 084-2            | DB Fernverkehr                | 30.04.1998 |            | verkehrsrot, betriebsfähig                                                            |
| 33195                        | 101 085        | 101 085-9            | DB Fernverkehr                | 07.05.1998 |            | verkehrsrot, betriebsfähig                                                            |
| 33197                        | 101 087        | 101 087-5            | DB Fernverkehr                | 18.05.1998 |            | verkehrsrot, betriebsfähig                                                            |
| 33198                        | 101 088        | 101 088-3            | DB Fernverkehr                | 14.05.1998 |            | verkehrsrot, betriebsfähig                                                            |
| 33200                        | 101 090        | 101 090-9            | DB Fernverkehr                | 09.06.1998 |            | verkehrsrot, betriebsfähig                                                            |
| 33201                        | 101 091        | 101 091-7            | DB Fernverkehr                | 18.06.1998 |            | verkehrsrot, betriebsfähig                                                            |
| 33203                        | 101 093        | 101 093-3            | DB Fernverkehr                | 29.06.1998 | xx.xx.2023 | verkehrsrot, abgestellt im SSM Leipzig-Engelsdorf                                     |
| 33204                        | 101 094        | 101 094-1            | DB Fernverkehr                | 19.06.1998 |            | verkehrsrot, betriebsfähig                                                            |
| 33208                        | 101 098        | 101 098-2            | DB Fernverkehr                | 23.07.1998 |            | verkehrsrot, betriebsfähig                                                            |
| 33210                        | 101 100        | 101 100-6            | DB Fernverkehr                | 22.07.1998 |            | verkehrsrot, betriebsfähig                                                            |
| 33211                        | 101 101        | 101 101-4            | DB Fernverkehr                | 06.08.1998 |            | verkehrsrot, betriebsfähig                                                            |
| 33213                        | 101 103        | 101 103-0            | DB Fernverkehr                | 12.08.1998 |            | verkehrsrot, betriebsfähig                                                            |
| 33214                        | 101 104        | 101 104-8            | DB Fernverkehr                | 10.08.1998 |            | verkehrsrot, betriebsfähig                                                            |
| 33217                        | 101 107        | 101 107-1            | DB Fernverkehr                | 31.08.1998 |            | verkehrsrot, betriebsfähig                                                            |
| 33219                        | 101 109        | 101 109-7            | DB Fernverkehr                | 04.09.1998 |            | verkehrsrot, betriebsfähig                                                            |
| 33220                        | 101 110        | 101 110-5            | DB Fernverkehr                | 11.09.1998 |            | verkehrsrot, betriebsfähig                                                            |
| 33221                        | 101 111        | 101 111-3            | DB Fernverkehr                | 16.09.1998 |            | verkehrsrot, betriebsfähig                                                            |
| 33224                        | 101 114        | 101 114-7            | DB Fernverkehr                | 28.09.1998 | 06.12.2023 | verkehrsrot, abgestellt im SSM Leipzig-Engelsdorf                                     |
| 33225                        | 101 115        | 101 115-4            | DB Fernverkehr                | 07.10.1998 |            | verkehrsrot, betriebsfähig                                                            |
| 33226                        | 101 116        | 101 116-2            | DB Fernverkehr                | 12.10.1998 |            | verkehrsrot, betriebsfähig                                                            |
| 33227                        | 101 117        | 101 117-0            | DB Fernverkehr                | 19.10.1998 | xx.xx.2024 | verkehrsrot, abgestellt im SSM Leipzig-Engelsdorf                                     |
| 33228                        | 101 118        | 101 118-8            | DB Fernverkehr                | 28.10.1998 |            | verkehrsrot, betriebsfähig                                                            |
| 33230                        | 101 120        | 101 120-4            | DB Fernverkehr                | 05.11.1998 |            | verkehrsrot, betriebsfähig                                                            |
| 33231                        | 101 121        | 101 121-2            | DB Fernverkehr                | 13.11.1998 |            | verkehrsrot, betriebsfähig                                                            |
| 33235                        | 101 125        | 101 125-3            | DB Fernverkehr                | 11.12.1998 | 01.01.2024 | verkehrsrot, abgestellt im SSM Leipzig-Engelsdorf                                     |
| 33237                        | 101 127        | 101 127-9            | DB Fernverkehr                | 16.12.1998 |            | verkehrsrot, betriebsfähig                                                            |
| 33242                        | 101 132        | 101 132-9            | DB Fernverkehr                | 12.02.1999 |            | verkehrsrot, betriebsfähig                                                            |
| 33244                        | 101 134        | 101 134-5            | DB Fernverkehr                | 26.02.1999 |            | verkehrsrot, betriebsfähig                                                            |
| 33245                        | 101 135        | 101 135-2            | DB Fernverkehr                | 09.03.1999 |            | verkehrsrot, betriebsfähig                                                            |
| 33246                        | 101 136        | 101 136-0            | DB Fernverkehr                | 18.03.1999 |            | verkehrsrot, betriebsfähig                                                            |
| 33248                        | 101 138        | 101 138-6            | DB Fernverkehr                | 13.04.1999 |            | verkehrsrot, betriebsfähig                                                            |
| 33249                        | 101 139        | 101 139-4            | DB Fernverkehr                | 26.04.1999 |            | verkehrsrot, betriebsfähig                                                            |
| 33333                        | 101 145        | 101 145-1            | DB Fernverkehr                | 18.06.1999 |            | verkehrsrot, betriebsfähig                                                            |
| Quellen: (Stand: 11.05.2025) |                |                      |                               |            |            |                                                                                       |

### Private Bahnen
Loks der Baureihe 101 können seit 2022 bei DB Gebrauchtzug käuflich erworben werden. Im Dezember 2022 wurden die ersten beiden Lokomotiven 101 027 und 101 031 an das private Unternehmen RDC Deutschland GmbH verkauft.
| Fabriknummer | Fahrzeugnummer | Betreiberbezeichnung | Betreiber       | Abnahme    | Verkauf    | Bemerkung                  |
| ------------ | -------------- | -------------------- | --------------- | ---------- | ---------- | -------------------------- |
| 33137        | 101 027        | 101 027-1            | RDC (seit 2022) | 31.07.1997 | xx.xx.2022 | blau, betriebsfähig        |
| 33141        | 101 031        | 101 031-3            | RDC (seit 2022) | 26.08.1997 | xx.xx.2022 | blau, betriebsfähig        |
| 33143        | 101 033        | 103004               | TCS (seit 2023) | 03.09.1997 | xx.xx.2023 | verkehrsrot, betriebsfähig |
| 33161        | 101 051        | 103001               | TCS (seit 2023) | 17.11.1997 | xx.xx.2023 | verkehrsrot, betriebsfähig |
| 33181        | 101 071        | 101 071-9            | RDC (seit 2023) | 03.03.1998 | xx.xx.2023 | blau, betriebsfähig        |
| 33209        | 101 099        | 101 099-0            | RDC (seit 2024) | 16.07.1998 | xx.xx.2023 | verkehrsrot, betriebsfähig |
| 33238        | 101 128        | 103002               | TCS (seit 2023) | 12.01.1999 | xx.xx.2022 | verkehrsrot, betriebsfähig |
| 33243        | 101 133        | 103003               | TCS (seit 2023) | 23.02.1999 | xx.xx.2021 | blau, betriebsfähig        |

### Verschrottet
Im August 2021 wurden die ersten beiden Lokomotiven 101 112 und 101 119, die zuvor als Ersatzteilspender dienten, zur Verschrottung überführt. Die Verschrottung erfolgte Ende September 2021. Ende August 2024 waren bereits 32 Maschinen verschrottet und mind. 39 abgestellt.
Mit Stand Mai 2025 wurden folgende Lokomotiven verschrottet
| Fabriknummer | Fahrzeugnummer | Betreiberbezeichnung | Betreiber            | Abnahme    | Zerlegung                                                   |
| ------------ | -------------- | -------------------- | -------------------- | ---------- | ----------------------------------------------------------- |
| 33114        | 101 004        | 101 004-0            | DB Fernverkehr       | 17.03.1997 | 27.02.2025                                                  |
| 33116        | 101 006        | 101 006-5            | DB Fernverkehr       | 03.03.1997 | 09.05.2025                                                  |
| 33117        | 101 007        | 101 007-3            | DB Fernverkehr       | 18.04.1997 | 28.02.2025                                                  |
| 33120        | 101 010        | 101 010-7            | DB Fernverkehr       | 22.04.1997 | 26.02.2025                                                  |
| 33121        | 101 011        | 101 011-5            | DB Fernverkehr       | 12.05.1997 | 21.08.2024                                                  |
| 33122        | 101 012        | 101 012-3            | DB Fernverkehr       | 16.05.1997 | 10.04.2024                                                  |
| 33124        | 101 014        | 101 014-9            | DB Fernverkehr       | 26.05.1997 | 15.01.2025                                                  |
| 33126        | 101 016        | 101 016-4            | DB Fernverkehr       | 27.05.1997 | 03.03.2025                                                  |
| 33127        | 101 017        | 101 017-2            | DB Fernverkehr       | 30.06.1997 | 05.03.2025                                                  |
| 33129        | 101 019        | 101 019-8            | DB Fernverkehr       | 03.07.1997 | 08.05.2025                                                  |
| 33135        | 101 025        | 101 025-5            | DB Fernverkehr       | 17.07.1997 | 07.10.2022                                                  |
| 33136        | 101 026        | 101 026-3            | DB Fernverkehr       | 13.08.1997 | 09.04.2024                                                  |
| 33139        | 101 029        | 101 029-7            | DB Fernverkehr       | 28.08.1997 | 31.08.2022                                                  |
| 33142        | 101 032        | 101 032-1            | DB Fernverkehr       | 10.09.1997 | 27.02.2025                                                  |
| 33144        | 101 034        | 101 034-7            | DB Fernverkehr       | 24.09.1997 | 14.01.2025                                                  |
| 33145        | 101 035        | 101 035-4            | DB Fernverkehr       | 08.10.1997 | 04.03.2025                                                  |
| 33147        | 101 037        | 101 037-0            | DB Fernverkehr       | 12.09.1997 | 25.04.2024                                                  |
| 33148        | 101 038        | 101 038-8            | DB Fernverkehr       | 12.09.1997 | 23.08.2024                                                  |
| 33151        | 101 041        | 101 041-2            | DB Fernverkehr       | 17.10.1997 | 26.02.2024                                                  |
| 33154        | 101 044        | 101 044-6            | DB Fernverkehr       | 29.10.1997 | 28.02.2024                                                  |
| 33156        | 101 046        | 101 046-1            | DB Fernverkehr       | 22.10.1997 | 07.03.2025                                                  |
| 33162        | 101 052        | 101 052-9            | DB Fernverkehr       | 24.11.1997 | 16.01.2025                                                  |
| 33163        | 101 053        | 101 053-7            | DB Fernverkehr       | 09.12.1997 | 23.02.2024                                                  |
| 33168        | 101 058        | 101 058-6            | DB Fernverkehr       | 05.12.1997 | 18.03.2022                                                  |
| 33174        | 101 064        | 101 064-4            | DB Fernverkehr       | 22.01.1998 | 08.05.2025                                                  |
| 33175        | 101 065        | 101 065-1            | DB Fernverkehr       | 02.02.1998 | 17.01.2025                                                  |
| 33180        | 101 070        | 101 070-1            | DB Fernverkehr       | 26.02.1998 | 07.05.2024                                                  |
| 33183        | 101 073        | 101 073-5            | DB Fernverkehr       | 17.03.1998 | 24.04.2024                                                  |
| 33191        | 101 081        | 101 081-8            | DB Fernverkehr       | 07.05.1998 | 15.01.2025                                                  |
| 33196        | 101 086        | 101 086-7            | DB Fernverkehr       | 19.05.1998 | 06.03.2025                                                  |
| 33199        | 101 089        | 101 089-1            | DB Fernverkehr       | 04.06.1998 | 13.03.2025                                                  |
| 33202        | 101 092 (I)    | 101 092-5            | DB Reise & Touristik | 10.06.1998 | Unfall in Brühl am 06.02.2000, Teilspender für neue 101 092 |
| 33004        | 101 092 (II)   | 101 092-5            | DB Fernverkehr       | 12.12.2002 | 06.12.2021                                                  |
| 33205        | 101 095        | 101 095-8            | DB Fernverkehr       | 10.07.1998 | 07.05.2025                                                  |
| 33206        | 101 096        | 101 096-6            | DB Fernverkehr       | 15.07.1998 | 06.05.2024                                                  |
| 33212        | 101 102        | 101 102-2            | DB Fernverkehr       | 06.08.1998 | 21.02.2024                                                  |
| 33215        | 101 105        | 101 105-5            | DB Fernverkehr       | 19.08.1998 | 17.12.2021                                                  |
| 33216        | 101 106        | 101 106-3            | DB Fernverkehr       | 24.08.1998 | 17.03.2022                                                  |
| 33218        | 101 108        | 101 108-9            | DB Fernverkehr       | 08.09.1998 | 15.03.2022                                                  |
| 33222        | 101 112        | 101 112-1            | DB Fernverkehr       | 24.09.1998 | 25.09.2021                                                  |
| 33223        | 101 113        | 101 113-9            | DB Fernverkehr       | 24.09.1998 | 15.06.2022                                                  |
| 33229        | 101 119        | 101 119-6            | DB Fernverkehr       | 28.10.1998 | 25.09.2021                                                  |
| 33232        | 101 122        | 101 122-0            | DB Fernverkehr       | 13.11.1998 | 18.12.2021                                                  |
| 33233        | 101 123        | 101 123-8            | DB Fernverkehr       | 25.11.1998 | 21.08.2023                                                  |
| 33234        | 101 124        | 101 124-6            | DB Fernverkehr       | 27.11.1998 | 27.02.2024                                                  |
| 33236        | 101 126        | 101 126-1            | DB Fernverkehr       | 16.12.1998 | 28.08.2024                                                  |
| 33239        | 101 129        | 101 129-5            | DB Fernverkehr       | 21.01.1999 | 25.08.2022                                                  |
| 33240        | 101 130        | 101 130-3            | DB Fernverkehr       | 29.01.1999 | 17.09.2024                                                  |
| 33241        | 101 131        | 101 131-1            | DB Fernverkehr       | 04.02.1999 | 18.09.2024                                                  |
| 33247        | 101 137        | 101 137-8            | DB Fernverkehr       | 30.03.1999 | 03.03.2025                                                  |
| 33250        | 101 140        | 101 140-2            | DB Fernverkehr       | 30.04.1999 | 21.12.2024                                                  |
| 33251        | 101 141        | 101 141-0            | DB Fernverkehr       | 12.05.1999 | 29.08.2022                                                  |
| 33252        | 101 142        | 101 142-8            | DB Fernverkehr       | 20.05.1999 | 27.08.2022                                                  |
| 33253        | 101 143        | 101 143-6            | DB Fernverkehr       | 09.06.1999 | 29.02.2024                                                  |
| 33254        | 101 144        | 101 144-4            | DB Fernverkehr       | 16.06.1999 | 22.04.2024                                                  |